# Copa del Rey de baloncesto 1981
La Copa del Rey de baloncesto 1981 fue la número 45.º, donde su final se disputó en el Pabellón Municipal de Almería el 29 de abril de 1981.
La edición fue disputada por los todos los equipos de la temporada 1980–81, los dos primeros accedían directamente a los cuartos de final.

## Octavos de final
Los equipos en segundo lugar jugaron la vuelta en casa. Los partidos de ida se jugaron el 8 de abril y los de vuelta entre el 11 y 12 de abril. 
| Equipo 1              | Agr.    | Equipo 2            | Ida    | Vuelta |
| --------------------- | ------- | ------------------- | ------ | ------ |
| FC Barcelona          | Exento  |                     |        |        |
| CB Estudiantes        | Exento  |                     |        |        |
| CB OAR Ferrol         | 169–156 | RC Náutico          | 84–75  | 85–81  |
| Club Juventud         | 194–179 | CB Miñón Valladolid | 102–92 | 92–87  |
| CB Inmobanco          | 166–200 | CB Cotonificio      | 91–118 | 75–82  |
| CD Manresa            | 159–157 | CD Basconia         | 92–80  | 67–77  |
| CB Areslux Granollers | 149–173 | Real Madrid CF      | 70–93  | 79–80  |
| CB L'Hospitalet       | 176–185 | CN Helios           | 93–81  | 83–104 |

## Cuartos de final
Los partidos de ida se jugaron el 15 de abril y los partidos de vuelta los días 18 y 18 de abril.
| Equipo 1       | Agr.    | Equipo 2       | Ida    | Vuelta  |
| -------------- | ------- | -------------- | ------ | ------- |
| CB OAR Ferrol  | 147–176 | Club Juventud  | 82–86  | 65–90   |
| CB Cotonificio | 156–178 | FC Barcelona   | 87–81  | 69–97   |
| CD Manresa     | 158–152 | CB Estudiantes | 95–84  | 63–68   |
| Real Madrid CF | 211–174 | CN Helios      | 110–71 | 101–103 |

## Semifinales
Los partidos de ida se jugaron el 22 y 23 de abril y los de vuelta el 25 y 26 de abril.
| Equipo 1       | Agr.    | Equipo 2     | Ida   | Vuelta |
| -------------- | ------- | ------------ | ----- | ------ |
| Club Juventud  | 176–178 | FC Barcelona | 87–85 | 89–93  |
| Real Madrid CF | 206–153 | CD Manresa   | 87–63 | 119–90 |

## Final
| 29 de abril de 1981, 19:00 | FC Barcelona                       | 106–90                             | Real Madrid                        | |  |
| 19:00 GTM+1                | Marcador por tiempos: 47–48, 59-42 | Marcador por tiempos: 47–48, 59-42 | Marcador por tiempos: 47–48, 59-42 | |  |
|                            | Estadísticas Epi 28                | Pts                                | Estadísticas Rafael Rullán 25      | Pabellón: Pabellón Municipal, Almería Asistencia: 3,000 espectadores Árbitros: Pedro Hernández Cabrera Víctor Mas Ráfols |  |

| Campeón de la Copa del Rey 1981 |
| ------------------------------- |
| FC Barcelona 11.º título        |